# A.R.E.S.: Extinction Agenda
A.R.E.S.: Extinction Agenda est un jeu vidéo d'action et de plates-formes en 2,5D développé par Extend Studio et édité par Origo Games / Aksys Games, sorti en 2010 sur Windows et Xbox 360.

## Accueil
- IGN : 7,5/10[1]